# 刘舆
刘舆（265年—311年），字庆孙。中国西晋末年中山魏昌（今河北无极县）人。其祖父刘迈官至相国参军、散骑常侍，父亲刘蕃也曾出任高官。

## 生平

### 早年经历
刘舆俊秀明悟有才能器量，与胞弟刘琨都是尚书郭奕的外甥，名著当时。京城称赞他们：“洛中奕奕，庆孙，越石（刘琨字）。”刘舆曾与胡毋辅之、王澄、傅畅、荀邃、裴遐等屡次请求河南功曹甄述及洛阳令曹摅让护军府军士王尼脱离兵籍。刘舆兄弟年轻时被皇舅王恺所嫉恨，王恺召他们住在自己家，想坑杀。太仆石崇素与刘舆等交好，得知会有变，夜间骑马拜访王恺，问二刘所在，王恺无从隐瞒，石崇径进后斋索出刘氏兄弟，同车而去，说：“年少何以轻就人宿！”刘舆很感激他。元康元年（291年）三月，皇后贾南风外甥贾谧有权势，又喜欢结交士大夫，刘舆、刘琨兄弟及石崇等人都依附贾谧，号二十四友。

### 辅政趙王
刘舆后被辟为宰府尚书郎。刘舆兄弟素来侮慢孙秀，后来皇叔祖赵王司马伦辅政时，孙秀为侍中、辅国将军、相国司马，掌权，免了刘舆、刘琨的官职。刘舆的妹妹嫁给司马伦世子司马荂，司马荂与孙秀不协，复以刘舆为散骑侍郎。后来司马伦篡位称帝，齐王司马冏、河间王司马颙、成都王司马颖起兵发檄文讨伐司马伦。孙秀欲遣司马伦二子侍中、大司农、领护军、京兆王司马馥和侍中、大将军领军、广平王司马虔领兵助诸军战斗，司马馥、司马虔不肯。司马虔素亲爱刘舆，孙秀就派刘舆说服司马虔率众八千为三军后援。

### 辅政齊王
司马冏推翻司马伦后辅政，因刘蕃父子有当世之望，以刘舆为中书侍郎。

### 司马越起兵后
永兴二年（305年）八月，司空东海王司马越及其堂弟也是其所命的领豫州刺史骠骑将军范阳王司马虓举兵，以刘舆为颍川太守。豫州刺史刘乔认为司马虓不是皇帝所命，拒绝被其代任，又因刘舆交好司马虓，上书声言刘舆兄弟之罪，攻打司马虓于许昌。当时司马颙官居太宰，把持朝政，得刘乔檄文，十月发檄文指使刘乔讨伐司马虓，并矫诏称：刘舆胁迫司马虓抗拒诏命，多树私党，擅劫郡县，合聚兵众，称刘舆兄弟仗着和司马伦的姻亲关系擅弄权势，凶狡无道，早就应该被诛灭，因遇赦令而得以保全首领，却横行无忌日益为恶，用苟晞为兖州刺史阻拦王命；命镇南大将军刘弘、平南将军、彭城王司马释、征东大将军刘准各率所部去许昌与刘乔合兵，并遣右将军张方为大都督，督建威将军吕朗、广武将军骞貙、阳平太守刁默率步骑十万同去许昌合兵以除刘舆兄弟，举兵抗命者诛五族，能杀刘舆兄弟送首级者封三千户县侯，赐绢五千匹；派前车骑将军石超（石崇侄）、北中郎将王阐讨伐刘舆等。当月，刘乔乘虚袭破许昌，刘琨率兵救不及，遂与刘舆及司马虓同奔河北，刘蕃夫妇被刘乔所擒。十二月，刘琨随司马虓打败刘乔，救出父母。光熙元年（306年）八月，司马虓以司空领冀州，镇邺城，以刘舆为征虏将军、魏郡太守。
十月司马虓薨，时任其长史的刘舆因正被司马虓幽禁的司马颖素为邺城人所附，秘不发丧，派人诈称台使矫诏趁夜赐死司马颖，并杀其二子。

### 辅佐司马越
东海王司马越召刘舆，有人说：“舆犹腻也（刘舆像污垢），近则污人。”刘舆到后，司马越怀疑防备他。刘舆密视天下兵簿及仓库、牛马、器械、水陆之形，都默默记住了。当时军国多事，每每会议，自长史潘滔以下，莫知所对。刘舆见了司马越，应机辩画，司马越倾膝酬接，就以他为左长史，委以军国事务。刘舆于是说服司马越派刘琨镇并州，为司马越镇守北面。于是刘琨被司马越上表任为并州刺史。司马越总录朝政后，以刘舆为上佐，宾客满筵，文案堆满书桌，远近书记每天有数千，刘舆终日不倦，有时夜以继日，人人欢畅，莫不感悦服从。他议论时滔滔不绝，应酬时面面俱到，时人服其能，比他为陈遵。时人称司马越府有三才：潘滔大才，刘舆长才，裴邈清才。永嘉三年（309年）三月司马越诛中书监缪播、皇舅散骑常侍王延、侍中尚书何绥等，都是刘舆、潘滔等的谋划。王延爱妾荆氏有音乐技巧，王延尚未下葬，刘舆就纳了她，未及迎娶，她又为太傅从事中郎王俊所争夺。御史中丞傅宣劾奏，司马越不问刘舆之罪，而免王俊官。
刘舆多陷害人士，唯有司马越军谘祭酒庾敳超然物外，刘舆无以陷害他。庾敳对司马越自称“下官家有二千万，随公所取矣”，刘舆服气。
洛阳还未被汉赵所破时，刘舆因患上指疽而病亡，时年四十七。追赠骠骑将军。先前因有功封定襄侯，谥贞。子刘演嗣。
世传《刘舆家谱》一卷。

## 评价
刘舆也擅长书法，被庾肩吾《书品论六（中之下）》列入。唐末文人崔致远在代淮南节度使高骈写给海陵县令郑杞的信中称对方“不近刘舆脂腻”。唐昭宗翰林学士裴廷裕在《大唐故内枢密使特进左领军卫上将军知内侍省事上柱国濮阳郡开国侯食邑一千户食实封一百户吴公墓志铭（并序）》中赞志主吴承泌“常远刘舆之腻”。

## 後代

### 子
- 刘演，晋元帝时为都督、后将军，假节
- 刘胤，為刘琨引兵，路逢烏桓，阵亡。
- 刘挹，曾任东海王司马越的掾属。
- 刘启，曾任后赵尚书仆射，归顺东晋后，晋穆帝拜為前將軍，加給事中。永和九年，隨中軍將軍殷浩北伐，為姚襄所敗，刘启戰亡。
- 刘述，曾任后赵侍中，归顺东晋后，任骁骑将军。

### 六世孫
劉沼字明信，南朝梁時文人。